# Mike Harris
Mike Harris (Mufulira, 25 mei 1939 – Durban (Zuid-Afrika), 8 november 2021) was een Formule 1-coureur uit Zuid-Afrika. 
Zijn enige grand prix was de Grand Prix van Zuid-Afrika van 1962 voor team Cooper. Harris reed de wedstrijd niet uit wegens een technisch mankement.
Harris stierf in Durban op 8 november 2021, 82 jaar oud.